# Jamis-Hagens Berman/Saison 2015
Dieser Artikel listet Erfolge und Fahrer des Radsportteams Jamis-Hagens Berman in der Saison 2015 auf.

## Erfolge in der UCI America Tour
| Datum         | Rennen                                | Kat. | Fahrer                |
| ------------- | ------------------------------------- | ---- | --------------------- |
| 23. April     | 1. Etappe Joe Martin Stage Race (EZF) | 2.2  | Grégory Brenes        |
| 26. April     | 4. Etappe Joe Martin Stage Race       | 2.2  | Lucas Sebastián Haedo |
| 23.–26. April | Gesamtwertung Joe Martin Stage Race   | 2.2  | Grégory Brenes        |
| 2. Mai        | 4. Etappe Tour of the Gila            | 2.2  | Lucas Sebastián Haedo |

## Abgänge – Zugänge
| Zugänge                        | Team 2014                      | Abgänge          | Team 2015              |
| ------------------------------ | ------------------------------ | ---------------- | ---------------------- |
| David Williams                 | 5-Hour Energy                  | Guido Palma      | Buenos Aires Provincia |
| Lucas Sebastián Haedo          | Skydive Dubai Pro Cycling Team | Robbie Squire    | Hincapie Racing Team   |
| Nathan Wilson                  | Bontrager Cycling Team (2013)  | Juan José Haedo  | Karriereende           |
| Walter Trillini (ab 23. April) | Ironage-Colner                 | Matt Cooke       | Karriereende           |
|                                |                                | Tyler Wren       | Karriereende           |
|                                |                                | Rubén Companioni | Unbekannt              |
|                                |                                | Eloy Teruel      | Unbekannt              |

## Mannschaft
| Name                  | Geburtstag         | Nationalität       |
| --------------------- | ------------------ | ------------------ |
| Grégory Brenes        | 21. April 1988     | Costa Rica         |
| Ian Crane             | 28. Dezember 1989  | Vereinigte Staaten |
| Lucas Sebastian Haedo | 18. April 1983     | Argentinien        |
| Ben Jacques-Maynes    | 22. September 1978 | Vereinigte Staaten |
| Daniel Jaramillo      | 15. Januar 1991    | Kolumbien          |
| Stephen Leece         | 4. November 1991   | Vereinigte Staaten |
| Carson Miller         | 9. Januar 1989     | Vereinigte Staaten |
| Luis Romero Amarán    | 7. April 1979      | Kuba               |
| Eric Schildge         | 29. April 1988     | Vereinigte Staaten |
| Walter Trillini       | 29. April 1988     | Argentinien        |
| David Williams        | 25. Januar 1991    | Vereinigte Staaten |
| Nathan Wilson         | 29. März 1991      | Vereinigte Staaten |